# Elemental (gruppo musicale)
Elemental è un gruppo musicale croato formatosi nel 1998. È attualmente costituito dai musicisti Mirela Priselac, Luka Tralić, Vida Manestar, Davor Zanoški, Erol Zejnilović, Konrad Lovrenčić-Koni e Ivan Vodopijec.

## Storia del gruppo
Gli Elemental hanno vinto il loro primo premio Porin nell'edizione del 2009, occasione in cui hanno ottenuto il titolo di miglior album da club per Pod pritiskom. Hanno vinto nuovamente lo stesso riconoscimento ai premi Porin 2011 e 2013 per rispettivamente i dischi Vertigo (2010) e U redu je (2013).
Il gruppo è stato candidato agli MTV Europe Music Awards per la statuetta al miglior artista adriatico nel 2012.

## Formazione
Attuale
- Mirela Priselac
- Luka Tralić
- Vida Manestar
- Davor Zanoški
- Erol Zejnilović
- Konrad Lovrenčić-Koni
- Ivan Vodopijec

Ex componenti
- Dinko Janković
- Tino Barišić
- Merima Salkić
- Marijo Bilić
- Nataša Tonković
- Gordan Radočaj Ink
- Davor Marić
- Viktor Nenadić
- Mirna Petrov
- Vlado Čačić Arapović Grasshopper
- Darko Ceglec

## Discografia

### Album in studio
- 2000 – Moj, njegov i njen svijet
- 2002 – Tempo velegrada/Demiurg
- 2004 – Male stvari
- 2008 – Pod pritiskom
- 2010 – Vertigo
- 2013 – U redu je
- 2016 – Tijelo
- 2020 – Ilica

### Raccolte
- 2018 – XOXO